# Adolphe Proulx
Adolphe E. Proulx (* 12. Dezember 1927 in Hanmer, Ontario, Kanada; † 22. Juli 1987) war ein kanadischer Geistlicher und römisch-katholischer Bischof von Gatineau-Hull.

## Leben
Adolphe Proulx empfing am 27. Mai 1954 durch den Bischof von Sault Sainte Marie, Ralph Hubert Dignan, das Sakrament der Priesterweihe. 
Am 2. Januar 1965 ernannte ihn Papst Paul VI. zum Titularbischof von Missua und zum Weihbischof in Sault Sainte Marie. Der Bischof von Sault Sainte Marie, Alexander Carter, spendete ihm am 24. Februar desselben Jahres die Bischofsweihe; Mitkonsekratoren waren der Koadjutorerzbischof von Rimouski, Louis Lévesque, und der Bischof von London, Gerald Emmett Carter. Proulx nahm an der vierten Sitzungsperiode des Zweiten Vatikanischen Konzils teil.
Paul VI. ernannte ihn am 28. April 1967 zum Bischof von Alexandria in Ontario. Am 13. Februar 1974 wurde Adolphe Proulx Bischof von Hull (später Gatineau-Hull). Die Amtseinführung erfolgte am 30. März desselben Jahres.